# Classe Chikugo
La classe Chikugo (ちくご型護衛艦) est une classe de destroyer d'escorte de force maritime d'autodéfense japonaise (JMSDF) construit à la fin des années 1960 et début des années 1970. Elle succède à la classe Isuzu dans le même rôle de lutte anti-sous-marine. Ce sont les premiers destroyers japonais à emporter le système de lance-missiles de lutte anti-sous-marine RUR-5 ASROC.
Le Chikugo est le premier navire de la classe à entrer en service en 1971. Onze navires sont construits et resteront en service jusqu'en 2003 lorsque le Noshiro, dernier navire de la classe, est retiré du service.

## Conception
Cette classe est conçue comme une variante de la classe Isuzu, la précédente classe de destroyer d'escorte. L'armement principal de lutte anti-sous-marine est changé, le lance-roquette de 375mm Bofors M/50 est remplacé pour le lance-missile RUR-5 ASROC. Les navires sont conçus autour du lanceur octo-tube ASROC placé au milieu du pont. Pour exploiter la portée du lance-missile, les navires de la classe sont équipés du sonar d'étrave à longue portée et basse fréquence (5kHz) OQS-3A, version japonaise de l'AN/SQS-23 américain. Les derniers navires de la classe sont équipé en plus d'un sonar à immersion variable SQS-35(J). Ces capteurs et armements anti-sous-marins sont comparables à ceux des autres destroyers de la flotte japonaise de son époque, tels que ceux de la classe Minegumo et classe Yamagumo.
Contrairement à son armement anti-sous-marin, l'armement anti-aérien est plus faible que sur la classe de destroyer précédente. Le canon principal est une paire de canons de 3 pouces/50 calibres contrôlés par un système de tir FCS-1B, qui est l'armement antiaérien standard dans la marine japonaise de son époque. Mais l'arrière du navire est occupé par une paire d'anciens canons Bofors 40 mm L/60, qui n'ont pas de capacité anti-missile. Sur les dernières versions, il est prévu de leur adjoindre un canon bitube Oerlikon 35 mm. Mais ce changement n'aura pas lieu en raison de contrainte budgétaire.

## Navires
| N° de coque | Nom     | Quille posée      | Lancement         | Mis en service   | Retiré du service |
| ----------- | ------- | ----------------- | ----------------- | ---------------- | ----------------- |
| DE-215      | Chikugo | 9 décembre 1968   | 13 janvier 1970   | 31 juillet 1971  | 15 avril 1996     |
| DE-216      | Ayase   | 5 décembre 1969   | 16 septembre 1970 | 20 mai 1971      | 1 août 1996       |
| DE-217      | Mikuma  | 17 mars 1970      | 16 février 1971   | 26 août 1971     | 8 juillet 1997    |
| DE-218      | Tokachi | 11 décembre 1970  | 25 novembre 1971  | 17 mai 1972      | 15 avril 1998     |
| DE-219      | Iwase   | 6 août 1971       | 29 juin 1972      | 12 décembre 1972 | 16 octobre 1998   |
| DE-220      | Chitose | 7 octobre 1971    | 25 janvier 1973   | 31 août 1973     | 13 avril 1999     |
| DE-221      | Niyodo  | 20 septembre 1972 | 28 août 1973      | 28 février 1974  | 24 juin 1999      |
| DE-222      | Teshio  | 11 juillet 1973   | 29 mai 1974       | 10 janvier 1975  | 27 juin 2000      |
| DE-223      | Yoshino | 28 septembre 1973 | 22 août 1974      | 6 février 1975   | 15 mai 2001       |
| DE-224      | Kumano  | 29 mai 1974       | 24 février 1975   | 19 novembre 1975 | 18 mai 2001       |
| DE-225      | Noshiro | 27 janvier 1976   | 23 décembre 1976  | 30 juin 1977     | 13 mars 2003      |